# Gemini (matériel audio)
Pour les articles homonymes, voir Gemini.
Gemini est un constructeur américain de matériel audio fondé en 1974 et appartenant aujourd'hui au groupe GCI Technologies (anciennement Gemini Sound Products).

## Historique
Fondé en 1974 sous le nom de Gemini Sound Products, l'entreprise change de nom pour GCI Technologies en 2006, à la suite des rachats des marques Cortex et iKey Audio.

## Gammes et produits
Gemini conçoit et produit du matériel audio ciblant deux types de public : Gemini DJ cible les DJ amateurs et professionnels et Gemini Pro Audio cible les professionnels de la sonorisation.

### Gemini DJ
La gamme DJ de Gemini comprend des enceintes, des amplificateurs, des égaliseurs, des platines, des tables de mixage, des lecteurs CD et MP3, des casques audio ainsi que du matériel de transport à destination des DJ.

### Gemini pro audio
La gamme professionnelle de Gemini comprend des enceintes, des amplificateurs et des enregistreurs numériques.